# Mamagama
Mamagama – azerski zespół muzyczny tworzący muzykę z gatunku rocka alternatywnego i indie pop, założony w 2021 roku. W skład zespołu wchodzą: Asəf Mişiyev, Həsən Heydər i Arif İmanov. Reprezentanci Azerbejdżanu w 69. Konkursie Piosenki Eurowizji (2025).

## Kariera
W 2022 zespół otrzymał nagrodę za singel „Dreamer” na albańskim festiwalu Kënga Magjike w kategorii artysta międzynarodowy. W 2023 bezskutecznie ubiegali się o reprezentowanie Azerbejdżanu w 67. Konkursie Piosenki Eurowizji.
4 lutego 2025 azerski nadawca İTV wewnętrznie wybrał zespół z utworem „Run with U” do reprezentowania Azerbejdżanu w Konkursie Piosenki Eurowizji 2025 w Bazylei. 13 maja wystąpili w pierwszym półfinale, jednak nie zakwalifikowali się do finału.

## Dyskografia

### Single
| Rok  | Tytuł                    | Album |
| ---- | ------------------------ | ----- |
| 2022 | „My Medicine”            | –     |
| 2022 | „Sleep”                  | –     |
| 2022 | „Dreamer”                | –     |
| 2023 | „River”                  | –     |
| 2023 | „This Is for You”        | –     |
| 2025 | „Run with U”             | –     |
| 2025 | „I Don't Wanna Be Yours” | 37    |
| 2025 | „Stronger Than Storm”    | 37    |
| 2025 | „Closer”                 | 37    |
| 2025 | „Bla, Bla, Bla”          | 37    |